# González-Videla-Antarktis-Station
Koordinaten: 64° 49′ 25,9″ S, 62° 51′ 26,9″ W

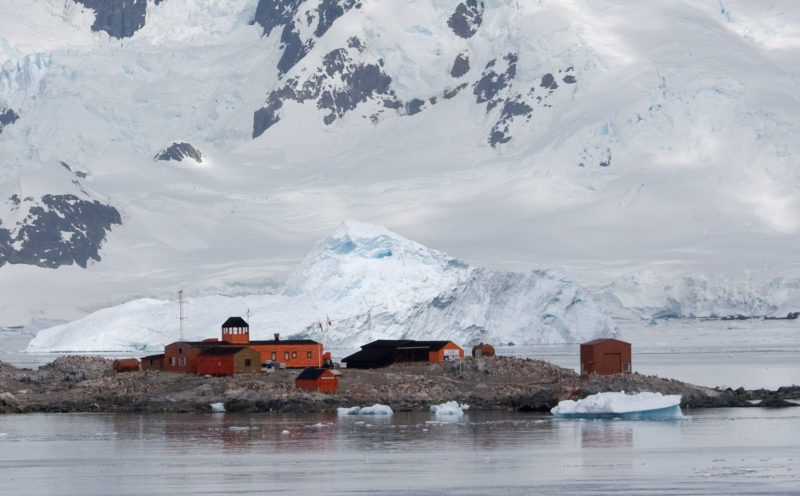
González-Videla-Antarktis-Forschungsstation

Die González-Videla-Antarktis-Station ist eine Einrichtung Chiles und nach dem früheren Staatspräsidenten Gabriel González Videla benannt, dem ersten Staatsoberhaupt, das die Antarktis besuchte. Sie liegt am Waterboat Point am Paradise Harbor auf der Antarktischen Halbinsel.
Die im Jahr 1951 errichtete Station ist heute eine „inaktive“ Forschungsstation, die Vorräte und Notfallausrüstung bereithält. Sie ist allerdings im antarktischen Sommer nach wie vor besetzt und wird regelmäßig von Versorgungsschiffen angefahren.
Die González-Videla-Antarktis-Station dient auch als Repräsentanz Chiles in der Antarktis zur Sicherung eventueller zukünftiger Gebiets- und Hoheitsansprüche an der Antarktischen Halbinsel, die außerdem von Argentinien und Großbritannien beansprucht wird.
Am nördlichen Ende der Station steht ein Schild, das den historischen Waterboat Point (Position einer zerstörten Hütte der British Imperial Antarctic Expedition 1920–1922) markiert. Der Ort ist heute als historische Stätte HSM-56 unter den Schutz des Antarktisvertrags gestellt. Ebenfalls geschützt ist eine 1950 in unmittelbarer Nähe der heutigen Station errichtete Schutzhütte (historische Stätte HSM-30).